# دان ماكجي
دان ماكجي (بالإنجليزية: Dan McGee)‏ هو لاعب كرة قاعدة أمريكي، ولد في 29 سبتمبر 1911 في نيويورك في الولايات المتحدة، وتوفي في 4 ديسمبر 1991 في لاكهورست في الولايات المتحدة.

## وصلات خارجية
- دان ماكجي على موقعبيزبول رفرنس.كوم (الدوري الرئيسي) (الإنجليزية)
- دان ماكجي على موقعبيزبول رفرنس.كوم (الدوري الثانوي) (الإنجليزية)